# D25HW
D25HW (ディー にご エイチダブリュ) は、W-CDMA/HSPA対応のデータ通信端末。イー・モバイルがファーウェイ・テクノロジーズのE5830s を日本向けにカスタマイズし、「Pocket WiFi（イー・モバイルの登録商標）」の名で販売されている。

## 概要
ファーウェイ製 E5830s をイー・モバイルが日本向けにカスタマイズした機種である。
本機はWi-Fi機器とイー・モバイルの3G通信網とを中継するモバイルWi-Fiルーター兼モバイルモデムである。この機種はノートパソコン、iPad、iPod touch、ニンテンドーDS、PlayStation PortableなどのWi-Fi機器を、公衆無線LANの提供されない場所でもインターネットに接続できるようにするために、アクセスポイントとして振る舞う。従来のデータ通信端末のように、USBコネクタやPCカードスロットに接続する必要はなく、端末本体をカバンやポケットに入れたまま使用するスタイルをイー・モバイルは提唱している。
WiFi機器は最大で5台まで同時認識される。無線LANはインフラストラクチャー・モードのため、接続した機器同士でネットワークを構築することも可能である。
また、対応OSを搭載したパソコンとUSB接続することによって、通常のデータ通信端末としての利用も可能である。USB接続時にはネットワークアダプタ、仮想CD-ROMドライブ（デバイスドライバのインストール要）、microSDカードリーダーの複合デバイスとして認識される。パソコンから見て、内部的にはネットワークアダプタの先にルーターがイーサネット接続される構成であり、ルーターの機能は無線LANと共有している。パソコンにはプライベートIPアドレスが付与される。
簡易ファイアウォール、DMZやネットワークアドレス変換、MACアドレスフィルタリングなど、一般的なブロードバンドルーターの機能を備えている。このため接続した機器を外向きサーバとして運用することも可能である。
microSDカードスロットを備えているが、NASのようにネットワーク越しにこれにアクセスすることは不可能で、USB接続したパソコンからのみ利用できる（ただし有線接続したパソコンをファイルサーバとして動作させ、カードリーダーを共有すればこの限りではない）。
専用の充電器（H12HW用、650mA出力のACアダプタが付属）、もしくはUSBバスパワーによる充電に対応する。が、最大2.4Wの消費電力のためにUSBバスパワーでは充電と通信を同時に行えず、通信時には給電のみとなる。たとえ500mAを超えるUSBバスパワーを供給できる市販のACアダプタを使用しても、専用充電器以外の接続はUSBポートからの供給とみなされ、同様の制限が課せられる。
発売当初は、通信とUSBバスパワーによる充電を同時に行えず、通信時には給電のみとなる仕様であったが、2011年2月1日に、Pocket WiFi Dock（F01HW）対応のファームウェアバージョンアップがあり、これを適用すると、通信しながらUSBバスパワーでの充電が可能となる。
なお、音声通話機能は搭載されていない。EM chipもデータ通信用の赤色のものを用い、データ通信の料金プランが適用される（ただし、音声用のEM chipの利用は可能。このため、音声契約を「スマートプラン」とし、データ契約を「データプランにねん特割」とすることで、データ契約側のUIMを一切利用せず、音声側のUIMでデータ通信を行えば、データ契約の料金は一切発生しない）。
2010年春には、オプションで卓上ホルダが設定された。卓上ホルダで充電する場合は、本体附属品のACアダプタないしはUSBケーブルの接続が必要となっている（または、H12HW用のACアダプタないしはUSBケーブルをオプション購入することにより、利用可能）。ただし、大容量電池パック利用時には利用できない（奥行きが広くなるため、セットすることができない）。
2011年2月8日には、当機種専用のドッキングステーション・F01HWが発売。F01HW利用時は、WiFi機器は最大で31台まで同時認識される。また、自宅のネット回線のLANケーブルに接続することで、単独でアクセスポイントとしての利用も可能となる。かつては、イー・アクセスADSL網を利用するプロバイダ利用者向けに、F01HWをアクセスポイントとして有償提供していたこともあった。

## 仕様（テンプレート外）
- 電池パック
  - リチウムイオンポリマー 3.7V 1500mAh(大容量電池パックは、2600mAh)

## アップデート履歴
- 2011年2月1日実施[2]
  - 一部機能の改善[3]
    - 起動時のディスプレイ表示
    - パソコンにUSB ケーブルで接続した際の充電
    - USB接続時の充電時間
    - 充電中のディスプレイ表示（電源OFFの場合）
    - ディスプレイの電池残量表示
    - EMOBILE D25HW Setting Toolアイコンの色
    - D25HW設定ツールの起動方法
    - WPS機能の開始方法

  - Pocket WiFi Dock（F01HW）対応